# Eucalyptus tenuiramis
Eucalyptus tenuiramis är en myrtenväxtart som beskrevs av Friedrich Anton Wilhelm Miquel. Eucalyptus tenuiramis ingår i släktet Eucalyptus och familjen myrtenväxter. Inga underarter finns listade i Catalogue of Life.

## Bildgalleri

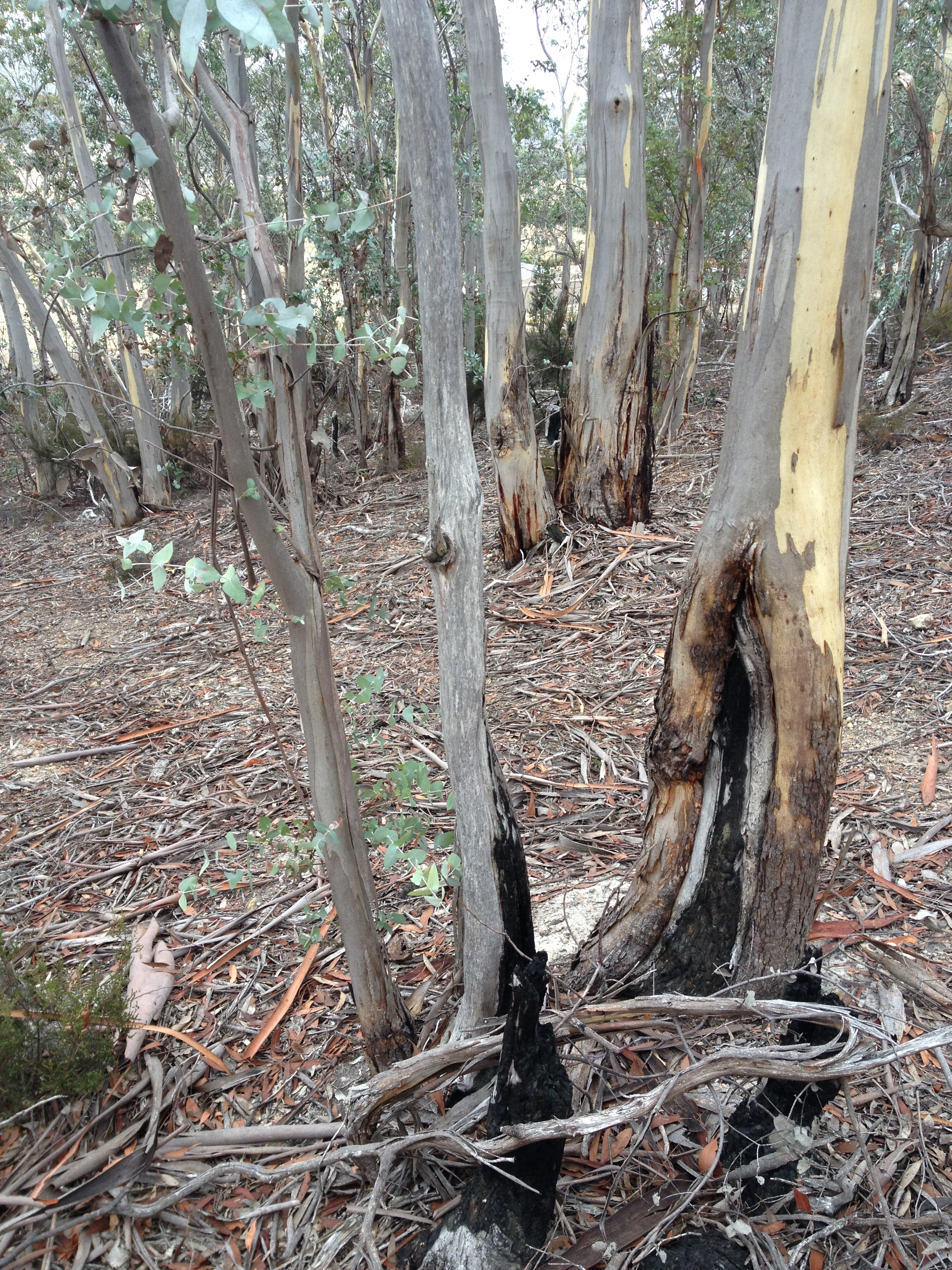